# Marion Delespierre
Marion Delespierre Mauppin, née le 7 juillet 1987 à Roubaix, est une traileuse française. Elle est championne du monde de trail long 2023.

## Biographie
Née à Roubaix, Marion Delespierre pratique la natation sportive durant sa jeunesse. Elle entreprend ensuite des études en médecine et déménage à Lyon en 2013 pour y terminer sa formation. Ses horaires d'internat ne lui permettant pas de pratiquer la natation, elle décide de se mettre à la course à pied puis découvre le trail.
Une fois ses études terminées, elle devient médecin du sport et officie à la clinique de la Sauvegarde ainsi qu'au centre de médecine du sport de Lyon Gerland.
Elle se révèle véritablement en 2019. Le 25 mai, elle réalise une solide course en tête de la Maxi-Race du Lac d'Annecy. Elle s'impose avec plus de vingt minutes d'avance sur sa plus proche poursuivante Isabelle Dragon et signe son premier grand succès. Le 17 octobre, elle prend pour la première fois le départ de la diagonale des Fous. Elle crée la sensation en menant la première partie de course mais se voit ensuite rattrapée et doublée par l'Américaine Sabrina Stanley. Ralentissant, elle est ensuite menacée par Alexandra Clain mais parvient à conserver une courte marge d'avance pour s'assurer de la deuxième place en 32 h 5 min 19 s.
Le 20 novembre 2021, elle se livre à une course serrée en tête du MIUT 85 avec la Norvégienne Yngvild Kaspersen. Elle finit par faire la différence et s'impose avec une demi-heure d'avance sur sa rivale.
Le 5 novembre 2022, elle prend part aux championnats du monde de trail long à Chiang Mai. Elle se classe septième en terminant main dans la main avec sa coéquipière Audrey Tanguy. Avec la championne individuelle Blandine L'Hirondel, le trio décroche la médaille d'or au classement par équipes.
Le 9 juin 2023, elle prend le départ de l'épreuve de trail long des championnats du monde de course en montagne et trail à Innsbruck. Prenant un départ prudent, elle accélère en seconde partie de course et parvient à revenir sur les talons de l'Allemande Katharina Hartmuth en tête. Emmenant sa coéquipière Manon Bohard Cailler dans son sillage, elle attaque l'Allemande et parvient à s'emparer de la tête de course. Elle s'impose avec six minutes d'avance sur l'Allemande pour remporter le titre mondial. Elle remporte de plus la médaille d'or au classement par équipes avec Manon Bohard Cailler et Audrey Tanguy.

## Palmarès
| no  | féminin            | Course                                | Longueur | Départ           | Temps            |
| --- | ------------------ | ------------------------------------- | -------- | ---------------- | ---------------- |
| 25e | Médaille d'or      | Sky Race du Pays des Ecrins           | 48 km    | 20 juillet 2014  | 6 h 52 min 28 s  |
| 24e | Médaille de bronze | 6D Lacs                               | 27 km    | 30 juillet 2016  | 3 h 9 min 52 s   |
| 57e | Médaille d'argent  | Lyon Urban Trail                      | 34 km    | 1er avril 2018   | 3 h 5 min 42 s   |
| 38e | Médaille de bronze | 90 km du Mont-Blanc                   | 91 km    | 29 juin 2018     | 14 h 20 min 7 s  |
| 29e | Médaille de bronze | Monna Lisa Trail                      | 26 km    | 20 octobre 2018  | 2 h 59 min 56 s  |
| 23e | Médaille d'or      | Maxi-Race du Lac d'Annecy             | 82 km    | 25 mai 2019      | 10 h 57 min 57 s |
| 45e | Médaille d'argent  | Diagonale des Fous                    | 168 km   | 17 octobre 2019  | 32 h 5 min 19 s  |
| 33e | 4e                 | Ultra-Trail du Mont-Blanc             | 175 km   | 27 août 2021     | 25 h 54 min 33 s |
| 31e | Médaille d'argent  | Lyon Urban Trail - 24 km              | 24 km    | 5 novembre 2021  | 2 h 5 min 1 s    |
| 4e  | Médaille d'or      | MIUT 85                               | 84 km    | 20 novembre 2021 | 11 h 17 min 58 s |
| 56e | 7e                 | Championnats du monde de trail - Long | 78 km    | 5 novembre 2022  | 8 h 51 min 57 s  |
| 13e | Médaille d'argent  | Lyon Urban Trail                      | 37 km    | 26 mars 2023     | 3 h 9 min 4 s    |
| 43e | Médaille d'or      | Championnats du monde de trail - Long | 85,8 km  | 9 juin 2023      | 11 h 22 min 31 s |
| 12e | Médaille de bronze | Lavaredo 80K                          | 80 km    | 28 juin 2025     | 9 h 8 min 12 s   |